# Daddy DJ
I Daddy DJ sono un gruppo musicale francese.

## Storia
I Daddy DJ vennero fondati nel 1999 e sono composti da David Le Roy e Jean-Christophe Belval, rispettivamente maestro e alunno della scuola di ingegneria del suono francese di Parigi. A loro si unì poco più tardi Charly Merkiled, originario della Martinica. Il loro singolo di debutto Daddy DJ, uscito dapprima in Francia nel 1999 e durante l'aprile del 2000 negli altri paesi europei, ebbe un clamoroso successo in tutta Europa: raggiunse infatti la prima posizione nelle classifiche norvegesi e svedesi, mantenne la seconda posizione di quella francese per quasi 5 mesi, si piazzò settimo nella classifica tedesca e ventiduesimo in quella svizzera. Nel 2001 e nel 2002 uscirono The Girl in Red e Over You che, pur non riuscendo a eguagliare i risultati commerciali di Daddy DJ, riuscirono comunque a ottenere discreti piazzamenti di classifica. L'album Folder (2012) e il rispettivo singolo Free Your Mind non ebbero invece altrettanta visibilità.

## Formazione

### Formazione attuale
- David Le Roy
- Jean Christophe Belval

### Ex componenti
- Charles Merkiled

## Discografia

### Album
- 2001 – Let Your Body Talk
- 2012 – Folder

### Singoli
- 1999 – Daddy DJ
- 2001 – The Girl in Red
- 2002 – Over You
- 2014 – Free Your Mind